# シナダ
株式会社シナダは、東京都台東区浅草橋に本社を置く、ぬいぐるみの企画・デザイン・製造・販売をおこなう日本の会社である。
1936年（昭和11年）から3代続くぬいぐるみ総合メーカー。

## 沿革
1936年10月、品田玩具製作所設立。輸出向けぬいぐるみの製造を始める。
1978年7月、株式会社シナダ設立。

## キャラクター
- キー坊キーコ  (1978年)
- ど根性シリーズ　(1978年)
- クーコ　　　    (1980年)
- ブライダルクーコ　(1982年)
- 雪ダルマちゃん　(1983年)
- ジョイントベア　(1990年)
- シフォン　　　　(1990年)
- キュートベア　　(1990年)
- キュートハート  (1992年)
- ストリートファンキーズ  (1995年)
- ハートウォーミングファミリー (1995年)
- ドミノス　　　　(1996年)
- HANACHAN     (1997年)
- どんどんうさぎ　(1997年)
- ダッフルベア　　(1997年)
- ベビービーンズ　(1997年)
- ミニドロップス (1998年)
- 幸福のぶた　(1999年)
- レイジーパーティドッグ　(2000年)
- ドッグレップ　(2001年)
- フモフモさん（2002年）
- ピンクカモノハシちょろぴ (2003年)
- タルタルタートル　　　　(2003年)
- 幸せを呼ぶくまさん　　　(2004年)
- 福来来　　(2004年)
- いやし隊　(2004年)
- なごみ隊　(2004年)
- なぎお　　(2005年)
- baby nature (2005年)
- ポケットケット (2006年)
- ドン・ケローネ (2007年)
- Booもっち     (2008年)
- あにまろ     (2008年)
- くまボリック　(2008年)
- コロコロ ココロ (2008年)
- ナマコン　　　　(2009年)
- シグモ        (2009年)
- モケケ　(2010年)

## グループ会社
- 株式会社シナダオリジナル
- 有限会社アトリエとよ子
- 株式会社シナダグローバル
- 有限会社ナオズスタッフ